# Sean O’Malley (zawodnik MMA)
Sean O’Malley (ur. 24 października 1994 w Helenie) – amerykański zawodnik mieszanych sztuk walki (MMA). Aktualnie związany z organizacją UFC, w której w latach 2023-2024 był mistrzem w wadze koguciej.  

## Osiągnięcia

### Mieszane sztuki walki
Amatorskie
- Intense Championship Fighting
  - 2014: Mistrz ICF w wadze koguciej

Zawodowe
- Ultimate Fighting Championship
  - 2023-2024: Mistrz UFC w wadze koguciej[4][5]

- Sherdog.com
  - 2022: Kradzież Roku vs. Piotr Jan[6]

## Lista zawodowych walk w MMA
| Wynik     | Bilans   | Przeciwnik (bilans przed walką) | Rozstrzygnięcie                            | Runda | Czas | Rozgrywki                                         | Data       | Miejsce     | Uwagi                                                                              |
| --------- | -------- | ------------------------------- | ------------------------------------------ | ----- | ---- | ------------------------------------------------- | ---------- | ----------- | ---------------------------------------------------------------------------------- |
| Przegrana | 18-3 (1) | Merab Dwaliszwili (19-4)        | Poddanie (duszenie północ-południe)        | 3     | 4:42 | UFC 316                                           | 07.06.2025 | Newark      | Walka o pas mistrzowski UFC w wadze koguciej. Main Event                           |
| Przegrana | 18-2 (1) | Merab Dwaliszwili (17-4)        | Decyzja (jednogłośna)                      | 5     | 5:00 | UFC 306                                           | 14.09.2024 | Las Vegas   | Stracił pas mistrzowski UFC w wadze koguciej. Main Event                           |
| Wygrana   | 18-1 (1) | Marlon Vera (23-8-1)            | Decyzja (jednogłośna)                      | 5     | 5:00 | UFC 299                                           | 09.03.2024 | Miami       | Obronił pas mistrzowski UFC w wadze koguciej. Main Event                           |
| Wygrana   | 17-1 (1) | Aljamain Sterling (23-3)        | TKO (ciosy pięściami)                      | 2     | 0:51 | UFC 292                                           | 19.08.2023 | Boston      | Zdobył pas mistrzowski UFC w wadze koguciej. Bonus za występ wieczoru. Main Event. |
| Wygrana   | 16-1 (1) | Piotr Jan (16-3)                | Decyzja (niejednogłośna)                   | 3     | 5:00 | UFC 280                                           | 22.10.2022 | Abu Zabi    | Bonus za walkę wieczoru.                                                           |
| Nieodbyta | 15-1 (1) | Pedro Munhoz (19-7)             | No contest (przypadkowy cios palcem w oko) | 2     | 1:51 | UFC 276                                           | 02.07.2022 | Las Vegas   | Przypadkowy cios palcem w oko. Munhoz nie był zdolny kontynuować walki.            |
| Wygrana   | 15-1     | Raulian Paiva (21-3)            | TKO (ciosy pięściami)                      | 1     | 4:42 | UFC 269                                           | 11.12.2021 | Las Vegas   | Bonus za występ wieczoru.                                                          |
| Wygrana   | 14-1     | Kris Moutinho (9-4)             | TKO (ciosy pięściami)                      | 3     | 4:33 | UFC 264                                           | 10.07.2021 | Las Vegas   | Bonus za walkę wieczoru.                                                           |
| Wygrana   | 13-1     | Thomas Almeida (22-4)           | KO (cios pięścią)                          | 3     | 3:52 | UFC 260                                           | 27.03.2021 | Las Vegas   | Bonus za występ wieczoru.                                                          |
| Przegrana | 12-1     | Marlon Vera (17-6-1)            | TKO (łokcie i ciosy pięściami)             | 1     | 4:37 | UFC 252                                           | 15.08.2020 | Las Vegas   |                                                                                    |
| Wygrana   | 12-0     | Eddie Wineland (24-13-1)        | KO (cios pięścią)                          | 1     | 1:54 | UFC 250                                           | 06.06.2020 | Las Vegas   | Bonus za występ wieczoru.                                                          |
| Wygrana   | 11-0     | Jose Alberto Quiñonez (8-3)     | TKO (kopnięcie na głowę i ciosy pięściami) | 1     | 2:02 | UFC 248                                           | 07.03.2020 | Las Vegas   | Bonus za występ wieczoru.                                                          |
| Wygrana   | 10-0     | Andre Soukhamthath (12-5)       | Decyzja (jednogłośna)                      | 3     | 5:00 | UFC 222                                           | 03.03.2018 | Las Vegas   | Bonus za walkę wieczoru.                                                           |
| Wygrana   | 9-0      | Terrion Ware (17-6)             | Decyzja (jednogłośna)                      | 3     | 5:00 | The Ultimate Fighter: A New World Champion Finale | 01.12.2017 | Las Vegas   |                                                                                    |
| Wygrana   | 8-0      | Alfred Khashakyan (8-3)         | KO (cios pięścią)                          | 1     | 4:14 | Dana White's Contender Series 2                   | 18.07.2017 | Las Vegas   |                                                                                    |
| Wygrana   | 7-0      | David Nuzzo (9-1)               | KO (kopnięcie obrotowe)                    | 1     | 2:15 | LFA 11                                            | 05.05.2017 | Phoenix     |                                                                                    |
| Wygrana   | 6-0      | Irvin Veloz (3-3)               | KO (cios pięścią)                          | 1     | 2:34 | EB: Beatdown 20                                   | 18.03.2017 | New Town    |                                                                                    |
| Wygrana   | 5-0      | Tycen Lynn (2-0)                | KO (kopnięcie na głowę)                    | 2     | 2:57 | Intense Championship Fighting 26                  | 21.10.2016 | Great Falls | Powrót do wagi koguciej.                                                           |
| Wygrana   | 4-0      | Mark Coates (3-1)               | Decyzja (jednogłośna)                      | 3     | 5:00 | Intense Championship Fighting 23                  | 07.11.2015 | Helena      | Debiut w wadze muszej.                                                             |
| Wygrana   | 3-0      | Omar Avelar (8-10)              | Poddanie (duszenie zza pleców)             | 1     | 2:55 | Intense Championship Fighting 20                  | 21.08.2015 | Great Falls |                                                                                    |
| Wygrana   | 2-0      | Shane Sargent (0-5)             | KO (cios pięścią)                          | 1     | 2:03 | Intense Championship Fighting 19                  | 03.07.2015 | Choteau     |                                                                                    |
| Wygrana   | 1-0      | Josh Reyes (0-0)                | TKO (ciosy pięściami)                      | 1     | 1:33 | Intense Championship Fighting 17                  | 06.03.2015 | Great Falls | Debiut w wadze koguciej.                                                           |